# Rohrbach-Berg
Rohrbach-Berg är en stadskommun i förbundslandet Oberösterreich i Österrike. Kommunen bildades 2015 när kommunerna Rohrbach in Oberösterreich och Berg bei Rohrbach slogs samman. Kommunen är huvudort för distriktet Rohrbach.
Kommunen har 5 295 invånare (2024) och består av 32 orter (Ortschaften) (inom parentes invånarantal 1 januari 2024). Orter markerade med * efter namnet tillhörde före sammanslagningen Rohrbach, övriga tillhörde Berg.

- Arbesberg (47)
- Autengrub* (14)
- Berg (919)
- Fraundorf (25)
- Frindorf (57)
- Fürling (133)
- Gattergaßling (29)
- Gierling (8)
- Gintersberg (8)
- Gollner (108)
- Grub (28)
- Harrau* (36)
- Hauzenberg (22)
- Hehenberg (63)
- Hintring (16)
- Hundbrenning (74)
- Katzing (58)
- Keppling (52)
- Krien (39)
- Lanzerstorf* (133)
- Märzing (43)
- Neundling (79)
- Nößlbach (75)
- Perwolfing (54)
- Reith (58)
- Rohrbach* (2 679)
- Scheiblberg (90)
- Schönberg* (23)
- Sexling (218)
- Spielleiten (15)
- Steineck (50)
- Wandschaml (42)